# 興智街駅
興智街駅（こうちがいえき）は、中華人民共和国 江蘇省南京市に建設中の南京地下鉄6号線の駅である。

## 歴史
- 2019年12月28日: 着工[1]。

## 隣の駅
南京地下鉄
■ 6号線
十月広場駅 - 興智街駅 - 興学路駅